# 魚雷ジュース

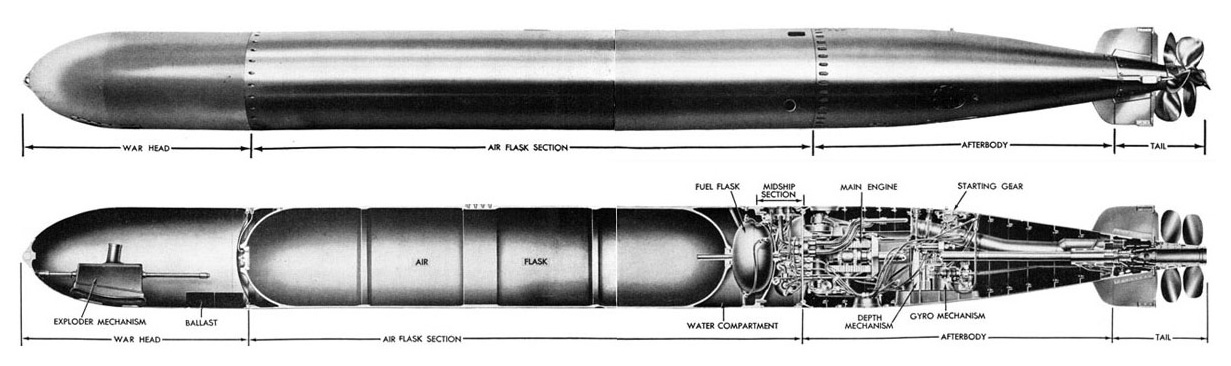
第二次世界大戦中に広く使われたMk14魚雷

魚雷ジュース（Torpedo juice）は、アメリカ合衆国で使われるスラングで、魚雷のモーター燃料としてアメリカ海軍が採用していた180プルーフの燃料アルコールを原材料とする密造酒を指す。この密造酒は第二次世界大戦中に初めて作られた。ここから転じて、強い自家製酒を指して使われることもある。「トーピード」を短縮してトープ（Torp）とも呼ばれる。海軍では燃料アルコールを飲めなくするために様々な有毒物質を配合していたが、一方の水兵たちは様々な手段でアルコールと有毒物質の分離を試みた。急性アルコール中毒やその後の二日酔いといったありふれた症状に加え、魚雷ジュースを飲んだ後には、こうした有毒物質に起因する軽度あるいは重度の反応が引き起こされることがあった。

## 概要

### アメリカ海軍とアルコール

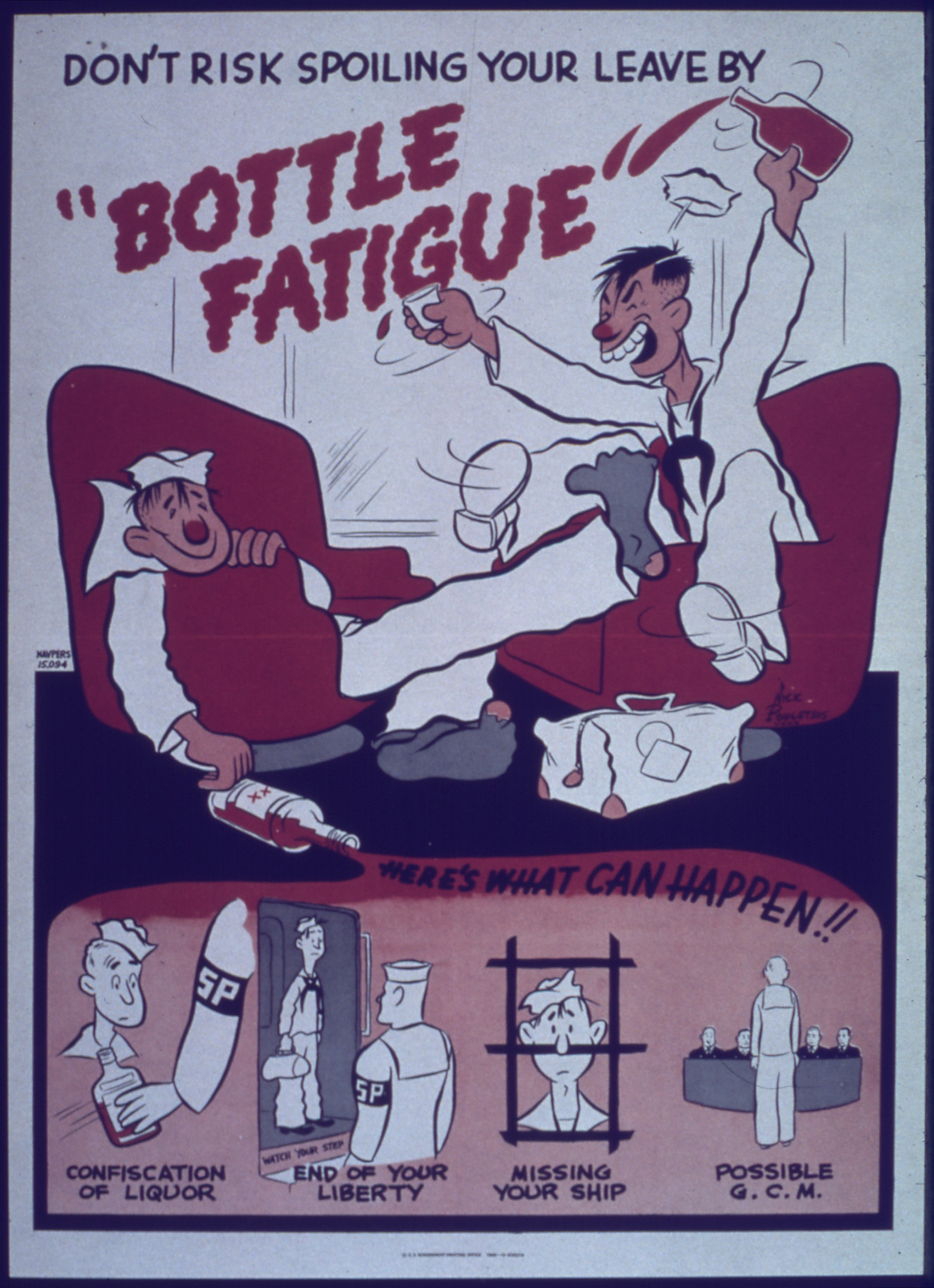
休暇中の飲酒を戒める米海軍のポスター

水兵に毎日ラム酒を支給するというイギリス海軍の伝統を受け継ぎ、1794年にはアメリカ海軍でも水兵に1日あたり1.5パイントの蒸留酒を支給する旨が定められた。1806年からは比較的安価なウィスキーが支給されるようになった。酒を飲まない者、あるいは未成年は、代わりに3-6セント程度の手当を受け取ることができた。この制度は船員としての経験が豊富な者の志願が促進されることを期待したものであった。1842年には支給量が減らされ、南北戦争中の1862年に制度自体が廃止された。以後も指揮官の裁量のもと、水兵らは艦内でいくらかの酒類を所持することが認められていたが、1899年には軍艦、海軍工廠、海軍基地、海兵基地に勤務する衛生部門以外の下士官兵にアルコール類を販売することが禁じられた。1914年7月1日、ジョセファス・ダニエルズ海軍長官による一般命令99号（General Order No. 99）において、軍艦あるいは海軍施設における飲用目的でのアルコールの使用あるいは持ち込みが全面的に禁止された。猶予期間のうちに指揮官らは酒保の酒を売り切ろうと試みたが、最終日直前になっても相当量が残っていた。そのため、例えば宴会を開いたり、酒を海に流して「ジョン・バーリーコーンの葬儀」を行ったり、全ての酒を大きなボウルに注いで強力なパンチ酒を作るなど、様々な形で酒との「別れの儀式」が催された。占領任務に関連してベラクルスに停泊していた大西洋艦隊では、周辺に展開していたイギリス、フランス、ドイツ帝国、スペイン、オランダの軍艦の乗組員らが招待され、特に盛大な「別れの儀式」が催された。この儀式はまた、彼らにとっては第一次世界大戦前の最後の平和的な国際交流の1つとなった。
1933年、憲法修正第21条のもとで禁酒法が撤廃された際、一般命令99号の見直しに関して海軍高官を対象とする非公式の聞き取り調査が行われた。この結果を踏まえ、軍艦での飲酒は引き続き禁じられた一方、陸上での規制は緩和された。
第二次世界大戦勃発の時点で、アメリカの軍艦では娯楽目的でのアルコールが公式に禁止されていた一方、太平洋の遠隔地に勤務する水兵らには弱いビール（アルコール含有量3.2％）が少量だけ与えられることがあった。陸軍では同種のビールが国内の基地で販売されていたほか、海外勤務者には週あたり3本の瓶ビールが支給されていた。海兵隊では、遠隔地の勤務者に1日3本の缶ビールを支給した。海軍の船舶勤務者の飲酒が特に厳しく制限されていたのは、海上にあって利用可能な真水の量に限りがある上、沈没後の脱出および漂流の可能性も考慮しなければならない軍艦において、脱水症状を引き起こすアルコールを摂取することが極めて危険だと考えられていたためである。

### アメリカにおけるアルコール燃料
アメリカでは、1826年からアルコールが燃料として使われ始めた。ランプの燃料などとしても広く普及していたものの、1862年には南北戦争の戦費を調達するべく課税の対象とされ、一般家庭にとっては非常に高価なものとなった。このアルコール税が撤廃される1906年まで、燃料としてのアルコールの生産規模は回復しなかった。また、1920年に施行された禁酒法では、燃料用のエタノールも酒類と見なされ、事前に石油と混合しなければ燃料として販売できなくなった。しかし、1933年の禁酒法撤廃後は再び燃料としての生産が拡大し、第二次世界大戦中には石油不足への対応としてトウモロコシを用いたアルコール燃料の製造が始まった。

### 魚雷ジュースの考案
太平洋戦争初期、アメリカで運用されていた魚雷は小型蒸気エンジンを動力としていた。これに用いる燃料は、穀物アルコール（エタノール）に対し、メタノールや染料などを混合した変性剤ピンクレディ（Pink lady）を5-10%配合した変性アルコールであった。
燃料アルコールは5ガロン缶で保管されており、魚雷への給油はこれを50ガロンのタンクに移してから行う。
ピンクレディに含まれるメタノールは、摂取すると失明などの深刻な症状を引き起こすおそれがあり、無毒化は不可能である。しかし、水兵らの間では、1斤の食パンで濾すことによってメタノールの大部分を除去できると言われていた。この方法では、パンの両端を切り落とし、上にした切り口から燃料アルコールを注いで染み込ませ、下の切り口から滴るのを待つことになるので、非常に時間がかかった。より素早く分離させるために、燃料アルコールを水で割った後に再蒸留するという手法も考案された。蒸留後に得られたアルコール、すなわち魚雷ジュースには、わずかに染料の赤みが残ることがあったため、変性剤と同様にピンクレディとも呼ばれた。
その後、少量のハズ油を加えた中性穀物アルコールが燃料アルコールとして使われるようになった。すなわち、飲用可能なアルコールに対し、痛みを伴う腸の痙攣や内出血、激しい下痢を引き起こす成分を添加したものである。これは燃料を飲もうとして失明する水兵が続出した後、メタノールを含む変性剤に替わるものして提案された。水兵らはアルコールがハズ油より低い温度で蒸発することを利用し、手製の簡素な蒸留器を用いてアルコールの分離を試みた。手製蒸留器はしばしばギリー（Gilly）と通称されたので、これによって得られたアルコール自体もギリー、あるいはギリージュースと通称された。水兵らは燃料アルコールを収めた5ガロン缶を密かに持ち出し、ギリーを設置できる場所（大抵は港のある街のホテル）へと運び込み、蒸留を行った。この際に爆発や火災といった事故が起こった例もあるという。手製蒸留器の作成には、各種の材料の入手が容易なシービー（海軍建設工兵隊）の隊員らが関与することが多かった。
魚雷ジュースは、水兵らが手に入れることができた様々なフルーツジュースで割った後に飲まれた。
電動式のMk18魚雷が導入された後、魚雷燃料としてのエタノールは不要となった。ただし、電気整備員（Electrician's Mate）や艦内通信電気整備員（Interior communications electrician）といった職種の水兵らは、各種機材に組み込まれたスリップリングや整流子、カーボンブラシの清掃に用いるため、少量の変性アルコールを依然として艦内に持ち込んでいる。

## その他の密造酒
パンで濾したヘアトニックも、酒の代用品として飲まれることがあった。そのほか、日本軍から鹵獲した、あるいは仲の良い衛生要員から融通された薬用アルコールなども、代用酒として艦内で密かに流通していた。こうした雑多なアルコール類と前線での戦利品の交換もよく行われており、アルコールを入手しようと日本軍の軍旗を偽造する者もいたという。
レーズンジャック（Raisin Jack）は、レーズン、酵母、砂糖、水を混ぜ合わせ、数日間醸造したものである。シービー隊員によって各地で作られた。
硫黄島の戦いに参加した海兵隊員の間では、薬用アルコールをフルーツジュースで割ったスリバチ・スクリーマー（Suribachi Screamer）が好まれた。